# Constantin Film
Constantin Film AG је немачки филмски студио са седиштем у Минхену. Налази се у власништву конгломерата Highlight Communications AG.